# Андрогинија

Андрогинија је сексуална оријентација у којој манири, спољашњи изглед и понашања која се сматрају мушким или женским заједно бивају инкорпорирана у бихевиорални репертоар појединца. Постојање ових својстава у једној особи, међутим, не доводи до мешања специфичних карактеристика полова. Појам је сличан амбисексуализму, али наглашава улоге и понашања пре него психичке карактеристике.